# Foïdite
Ne doit pas être confondu avec Foïdolite ou Foitite.
Les foïdites sont des roches volcaniques très alcalines. Lorsqu'il y a des cristaux visibles, la proportion de feldspathoïdes est supérieure à 60 %.